# Lossoth
Lossoth je fiktivní země z díla J. R. R. Tolkiena, která se nachází na dalekém severu Středozemě. Region leží na pobřeží Forochelského zálivu severně od Arnoru, je nehostinný a jen velmi málo rozvinutý. Žijí zde Lossothové neboli Sněžní lidé Forochelu, kteří jsou potomky Forodwaithů, jsou navyklí na zdejší drsné podmínky. Ze všech lidí Středozemě měli Lossothové nejblíže k Dunlenďanům neboli horalům Dunlandu, svou postavou jsou nižší než Númenorejci a žijí na způsob Sámů, Finů nebo Inuitů v zemi pokryté sněhem a ledem. Lossoth byl také kolonií Věrných Númenorejců. Lid Lossothu také nejednou zasáhl do dění angmarské války a historie Arnoru. 
Roku 1851 zvítězil arnorský král Araval s pomocí svých spojenců, elfů z Lindonu a lidu z Lossothu, v bitvě v Cardolanu. Do Forochelského zálivu uprchl také poslední arnorský král Arvedui s hrstkou svých věrných v roce 1974 a Lossothové zachránili krále Arnoru před umrznutím. Círdan, který obdržel zprávu o králově místě pobytu, vyslal roku 1975 loď do Forochelského zálivu, aby ho zachránila. Navzdory proseb knížete Lossothů, Arvedui nastoupil na loď, kterou té noci zastihla bouře ze severu a loď prorazila ledová kra. Arvedui se utopil a s ním byli ztraceny palantíry z Fornostu a Amon Sûl.